# Sin-le-Noble
Sin-le-Noble é uma comuna francesa na região administrativa de Altos da França, no departamento do Norte. Estende-se por uma área de 11.53 km². Em 2010 a comuna tinha 15 631 habitantes (densidade: 1 355,7 hab./km²).